# Смоловое
Смолово́е (укр. Смолове) – село, расположенное на территории Бахмачского района Черниговской области (Украина).
Население составляет 57 жителей (2006 год). Плотность населения — 1 500 чел/кв.км.
Впервые упоминается в 1740 году.
Село Смоловое находится примерно в 25 км к югу от центра города Бахмач. Средняя высота населённого пункта — 139 м над уровнем моря. Село находится в зоне умеренного умеренно континентального климата.
Национальный состав представлен преимущественно украинцами, конфессиональный состав — христианами.